# Hamititan xinjiangensis
Hamititan xinjiangensis es la única especie conocida del género extinto Hamititan de dinosaurio saurópodo titanosauriano que vivió a mediados del período Cretácico, hace 120 millones de año durante el Aptiense, en lo que es hoy Asia. En 2006, se informó de un Konservat-Lagerstätte de la Formación Shengjinkou en la región de Hami de Xinjiang, China. Este consistía en sedimentos lacustres que permitían una preservación excepcional de fósiles. El mismo año, Qiu Zhanxiang y Wang Banyue comenzaron las excavaciones oficiales. Entre los fósiles excavados había siete vértebras caudales con tres cheurones conservados. Estos se establecieron como el holotipo, HM V22 del nuevo taxón de saurópodos, Hamititan. Cuatro elementos sacros, espécimen IVPP V27875, no fueron referidos. Se encontró un diente de terópodo cerca de la sexta vértebra caudal del holotipo. Es probable que este terópodo se alimentara del holotipo poco después de su muerte. El nombre genérico se refiere a la ciudad de Hami, donde se encontró el holotipo, mientras que el nombre específico, xinjiangensis, se refiere a la provincia china de Xinjiang. Otros animales de la localidad del holotipo incluyen el pterosaurio Hamipterus y el euhelopodido Silutitan contemporáneo, que se describe en el mismo documento. Juntos, Hamititan, la fauna antes mencionada y un terópodo sin nombre representan los taxones de vertebrados conocidos de la zona.
El análisis filogenético de Wang et al. lugares Hamititan como un titanosauriano no lithostrotiano derivado en un politomía con Epachthosaurus, Kaijutitan, Notocolossus, rinconsaurianos, lognkosaurios y lithostrotianos. Si se puntúa con el Silutitan contemporáneo como un solo taxón, el taxón combinado será hermano de Euhelopus. A continuación se muestra un cladograma que describe la hipótesis anterior.

## Clasificación biológica
|  | Andesaurus   |
|  |              |
|  | Wintonotitan |
|  |              |

|  | Epachthosaurus                                                 |
|  |                                                                |
|  | Hamititan                                                      |
|  |                                                                |
|  | Kaijutitan                                                     |
|  |                                                                |
|  | Notocolossus                                                   |
|  |                                                                |
|  | Rinconsauria                                                   |
|  |                                                                |
|  | Lognkosauria                                                   |
|  |                                                                |
|  | \| \| Dreadnoughtus \| \| \| \| \| \| Lithostrotia \| \| \| \| |
|  |                                                                |
|  | Dreadnoughtus                                                  |
|  |                                                                |
|  | Lithostrotia                                                   |
|  |                                                                |

|  | Dreadnoughtus |
|  |               |
|  | Lithostrotia  |
|  |               |

|  | Epachthosaurus                                                 |
|  |                                                                |
|  | Hamititan                                                      |
|  |                                                                |
|  | Kaijutitan                                                     |
|  |                                                                |
|  | Notocolossus                                                   |
|  |                                                                |
|  | Rinconsauria                                                   |
|  |                                                                |
|  | Lognkosauria                                                   |
|  |                                                                |
|  | \| \| Dreadnoughtus \| \| \| \| \| \| Lithostrotia \| \| \| \| |
|  |                                                                |
|  | Dreadnoughtus                                                  |
|  |                                                                |
|  | Lithostrotia                                                   |
|  |                                                                |

|  | Dreadnoughtus |
|  |               |
|  | Lithostrotia  |
|  |               |

|  | Andesaurus   |
|  |              |
|  | Wintonotitan |
|  |              |

|  | Epachthosaurus                                                 |
|  |                                                                |
|  | Hamititan                                                      |
|  |                                                                |
|  | Kaijutitan                                                     |
|  |                                                                |
|  | Notocolossus                                                   |
|  |                                                                |
|  | Rinconsauria                                                   |
|  |                                                                |
|  | Lognkosauria                                                   |
|  |                                                                |
|  | \| \| Dreadnoughtus \| \| \| \| \| \| Lithostrotia \| \| \| \| |
|  |                                                                |
|  | Dreadnoughtus                                                  |
|  |                                                                |
|  | Lithostrotia                                                   |
|  |                                                                |

|  | Dreadnoughtus |
|  |               |
|  | Lithostrotia  |
|  |               |

|  | Epachthosaurus                                                 |
|  |                                                                |
|  | Hamititan                                                      |
|  |                                                                |
|  | Kaijutitan                                                     |
|  |                                                                |
|  | Notocolossus                                                   |
|  |                                                                |
|  | Rinconsauria                                                   |
|  |                                                                |
|  | Lognkosauria                                                   |
|  |                                                                |
|  | \| \| Dreadnoughtus \| \| \| \| \| \| Lithostrotia \| \| \| \| |
|  |                                                                |
|  | Dreadnoughtus                                                  |
|  |                                                                |
|  | Lithostrotia                                                   |
|  |                                                                |

|  | Dreadnoughtus |
|  |               |
|  | Lithostrotia  |
|  |               |